# Margareta Ebner

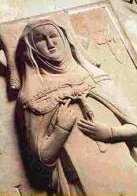
Grab der Margareta Ebner in der Klosterkirche Maria Medingen

Margareta (oder Margarete) Ebner (* um 1291 in Donauwörth in Bayern; † 20. Juni 1351 in Mödingen in Bayern) war eine Mystikerin des Mittelalters.

## Leben
Die aus reicher Familie stammende Margareta Ebner trat bereits mit 15 Jahren in das Dominikanerinnen-Kloster Maria Medingen in der Nähe von Dillingen an der Donau ein.
Im Jahr 1311 erfuhr sie eine zweite Bekehrung. Von dieser Zeit an hatte sie viele Visionen, in denen sie sich von Jesus Christus persönlich angesprochen fühlte (zur Verbreitung und Entstehungsgeschichte dieser religiösen Richtung siehe Mystik). 1312 bis 1326 war sie durch eine schwere Krankheit ans Bett gefesselt. 1332 lernte sie den Priester Heinrich von Nördlingen kennen, der ihr Seelenführer wurde und sie ermutigte, ihre Offenbarungen aufzuzeichnen, womit sie 1344 begann. Ihre Beziehung zu Christus beschreibt sie dabei in der Form der mittelalterlichen Hochminne. Allerdings erlebte sie Jesus keineswegs ausschließlich als erwachsenen Bräutigam, sondern auch als Kind bzw. als Baby. Margaretha hatte eine hölzerne Puppe des Jesuskindes, mit der sie in ihren Verzückungszuständen Dialoge führte. Diese Puppe erlebte sie als das Jesus-Kind, das sie stillte. Sie schrieb dazu:

„Aber meine Begierde und meine Lust ist in dem Säugen, daß ich aus seiner lauteren Menschheit gereinigt werde und mit seiner inbrünstigen Minne aus ihm entzündet werde und ich mit seiner Gegenwärtigkeit und mit seiner süßen Gnade durchgossen werde, daß ich damit gezogen werde in den wahren Genuß seines göttlichen Wesens mit allen minnenden Seelen, die in der Wahrheit gelebt haben.“

Auch ein Kruzifix drückte sie sich an ihre Brust, und zwar so fest, dass Hämatome entstanden. Die Offenbarungen enthalten überreich die Darstellungen von Visionen bzw. religiös getönten Halluzinationen, in denen sie unmittelbaren Kontakt mit Jesus hat. Viele dieser halluzinativ-psychosomatischen Erlebnisse waren für diese Mystikerin äußerst schmerzhaft. Über einen Zustand des Schreiens und Weinens am 15. April 1340 schreibt sie:

„Da mir aber von der milden Güte Gottes gegeben wurden die lauten Rufe und Schreie [wenn sie vom Leiden Jesu hört], so schoß es mir in das Herz und teilte sich dann in alle meine Glieder, und ich wurde gebunden und gefangen mit dem Schweigen. (...) Danach schießt es mir wie ein Geschoß in das Herz mit einer unbekannten Kraft, und das geht mir dann auf das Haupt und in alle meine Glieder und bricht diese kräftig, und ich werde dann von derselben Kraft gezwungen, daß ich laut schreie und rufe. Und da bin ich meiner selbst nicht mächtig und kann mich der Rufe nicht entziehen, bis daß es mir von Gott genommen wird. Es ist mir manchmal so kräftig, daß es das rote Blut von mir bricht, und es geschieht mir dann so weh, daß mich dünkt, ich kann mit dem Leben niemals davonkommen.“

Heinrich von Nördlingens Briefwechsel mit Magaretha Ebner ist die älteste erhaltene Briefsammlung in deutscher Sprache. Margareta Ebner stand auch mit anderen bedeutenden Mystikern ihrer Zeit in Kontakt, z. B. mit Johannes Tauler und mit Christine Ebner (mit der sie nicht verwandt war).

## Gedenktag und Verehrung
Regional finden auch heute noch Wallfahrten zur Grabstätte der Margareta Ebner in der Klosterkirche Maria Medingen in Mödingen statt.
Ihr Gedenktag ist der 20. Juni.
Margareta Ebner wurde am 24. Februar 1979 durch Papst Johannes Paul II. seliggesprochen.

### Edition der Briefe
- Frank-Daniel Schulten (Hrsg.): Margareta Ebners mystische Schriften, Briefe, Offenbarungen und Meditationen. Iserlohn, 2023, ISBN 978-3-932961-04-5.
- Philipp Strauch (Hrsg.): Margaretha Ebner und Heinrich von Nördlingen. Ein Beitrag zur Geschichte der deutschen Mystik. Freiburg i.Br. und Tübingen 1882. Faks.-Neudr. Amsterdam 1966, Briefe auf S. 167–403 (Digitalisierte Ausgabe der Universitäts- und Landesbibliothek Düsseldorf).
- Eustachius Eisenhut (Hrsg.): Kurtzer Begriff deß Wunderlichen Lebens, Heroischen Tugenden, Himmlischer Gnaden und Einflüsse, Auch Vil-werthen Tods der seeligen Jungfrauen Margarethä Ebnerin, Deß berühmten Jungfrauen Closters Maria-Medingen, Prediger-Ordens Professin. Aus deme Von Ihro'selbst beschribenen Leben herausgezogen Allen andächtigen Christen zum Trost, Auferbauung und Nachfolg in Druck gegeben. Durch F. Eustachium Eysenhuet, Prediger Ordens Priestern. Augsburg 1717. Nachgedruckt bey Joh. Michael Labhart, Hoch-Fürstl. Bischöffl. Buchdrucker online.

### Artikel in Lexika
- Friedrich Wilhelm Bautz: Ebner, Margareta. In: Biographisch-Bibliographisches Kirchenlexikon (BBKL). Band 1, Bautz, Hamm 1975. 2., unveränderte Auflage. Hamm 1990, ISBN 3-88309-013-1, Sp. 1447 (Artikel/Artikelanfang im Internet-Archive).
- Paul-Gundolf Gieraths: Ebner, Margareta. In: Neue Deutsche Biographie (NDB). Band 4, Duncker & Humblot, Berlin 1959, ISBN 3-428-00185-0, S. 262 (Digitalisat).
- Vera Schauber, Hans Michael Schindler: Heilige und Patrone im Jahreslauf. Pattloch, München 2001.
- Philipp Strauch: Ebner, Margareta. In: Allgemeine Deutsche Biographie (ADB). Band 20, Duncker & Humblot, Leipzig 1884, S. 332–334.
- Philipp Strauch: Ebner, Christina und Magaretha. In: Realencyklopädie für protestantische Theologie und Kirche (RE). 3. Auflage. Band 5, Hinrichs, Leipzig 1898, S. 128–129.

### Monographien und Beiträge in Sammelwerken
in der Reihenfolge des Erscheinens
- Peter Lechner: Das mystische Leben der hl. Margareth von Cortona. Mit einem Anhange: Bericht aus dem mystischen Leben der gottseligen Ordensjungfrauen Christina und Margareth Ebner aus Nürnberg. Manz, Regensburg 1862 online.
- Ludwig Zoepf: Die Mystikerin Margaretha Ebner, Gerstenberg, Hildesheim 1974, ISBN 978-3-8067-0114-2 (Nachdruck der Ausgabe Leipzig/Berlin 1914).
- Roswitha Schneider: Die selige Margareta Ebner. Dominikanerin des Klosters Maria Medingen, Mystikerin des 14. Jahrhunderts, EOS-Verlag, Sankt Ottilien 1985.
- Peter Dinzelbacher: Christliche Mystik im Abendland. Ihre Geschichte von den Anfängen bis zum Ende des Mittelalters. Schöningh, Paderborn 1994, ISBN 3-506-72016-3, S. 324–329.
- Ralph Frenken: Kindheit und Mystik im Mittelalter (= Beihefte zur Mediaevistik, Band 2). Lang, Frankfurt am Main 2002, ISBN 3-631-38467-X, S. 169–184.
- Susanne Bürkle: Die Offenbarungen der Margareta Ebner. Rhetorik der Weiblichkeit und der autobiographische Pakt. In: Doerte Bischoff, Martina Wagner-Egelhaaf (Hrsg.): Weibliche Rede – Rhetorik der Weiblichkeit. Studien zum Verhältnis von Rhetorik und Geschlechterdifferenz. Rombach, Freiburg im Breisgau 2003, ISBN 3-96821-194-4, S. 79–102.
- Dorothea Keuler: Die reine Lust der Margareta Ebner. In: dies.: Beherzte Schwestern Südwestdeutsche Klosterfrauen aus sechs Jahrhunderten. Silberburg Verlag, Tübingen 2016, ISBN 978-3-8425-1499-7, S. 46–61.
- Urban Federer: Margareta Ebner – ein Vorbild der Gottesfreundschaft, in: Elias H. Füllenbach (Hrsg.): Mehr Schwarz als Weiß. 800 Jahre Dominikanerorden. Friedrich Pustet, Regensburg 2016, ISBN 978-3-7917-2757-8, S. 223–233.

Auch ein historischer Roman beschäftigt sich mit ihrem Leben:
- Erwin Guido Kolbenheyer: Das gottgelobte Herz. Roman aus der Zeit der deutschen Mystik. 1938.